# Global File System
Global File System (GFS) je distribuovaný (sdílený) systém souborů, který se v Linuxu používá pro clustery.
GFS nepodporuje možnost práce při odpojení a nemá odlišenou serverovou a klientskou část. Všechny uzly v clusteru jsou si rovny. Pro zamykání souborů používá distribuovaného správce zámků DLM (Distributed Lock Manager). Pro sdílený úložný prostor se občas používají technologie Fibre Channel, iSCSI, nebo AoE.
GFS vyžaduje přímý konkurenční přístup ke sdílenému blokovému úložišti, čímž se liší od obdobných systémů jako AFS, Coda nebo InterMezzo.
GFS je šířen pod licencí GNU GPL.

## Historie
GFS bylo původně vyvinuto jako část projektu diplomových prací na Univerzitě v Minnesotě. Vývoj dále pokračoval ve firmě Sistina Software jako projekt s otevřeným zdrojovým kódem. V roce 2001 se firma Sistina rozhodla poskytovat GFS komerčně a ukončila jeho otevřenou licenci.
Z posledního veřejného vydání GFS vznikl projekt OpenGFS, který začlenil podporu OpenDLM. Oba projekty (OpenGFS i OpenDLM) již nejsou aktivní, protože v prosinci roku 2003 byla firma Sistina Software zakoupena firmou Red Hat a v polovině roku 2004 byl původní GFS projekt a jeho infrastruktura Archivováno 15. 3. 2006 na Wayback Machine. znovu zveřejněn pod licencí GPL.
Projekt GFS byl od té doby s pomocí firmy Red Hat stabilizován a byly odstraněny chyby. To umožnilo začlenění včetně distribuovaného správce zámků do oficiálního jádra Linuxu verze 2.6.19. GFS je součástí distribuce Fedora Core a komerční podpora je zajištěna v Red Hat Enterprise Linuxu.
Historie verzí:
- v1.0 – (1996) pouze SGI IRIX
- v3.0 – portování do Linuxu
- v4 – podpora žurnálování
- v5 – redundantní správce zámků souborů
- v6.1 – distribuovaný správce zámků souborů (2005)

#### Popis
- Symmetric Cluster Architecture — PDF soubor s popisem GFS a dalšího vývoje
- https://web.archive.org/web/20040415075825/http://www.diku.dk/undervisning/2003e/314/papers/soltis97global.pdf — výborný popis technického pozadí GFS a porovnání s ostatními síťovými systémy
- PDF s uživatelským manuálem pro starší verzi GFS 5.1.1

#### Dokumentace
- Stránka produktu GFS u firmy Red Hat (anglicky)
- Dokumentace pro clustery a GFS u firmy Red Hat (anglicky)
- Stránka projektu GFS Archivováno 15. 3. 2006 na Wayback Machine. (anglicky)
- Informace o GFS od DataCore[nedostupný zdroj] (anglicky)

#### Další odkazy
- Stránky projektu OpenGFS (anglicky)
- Porovnání systémů souborů (anglicky)
- system) Systém souborů Lustre (anglicky)
- Seznam systémů souborů (anglicky)
- Oracle cluster file system (OCFS, anglicky)
- Systémy souborů SAN (anglicky)